# Mar Cambrollé Jurado
Mar Cambrollé Jurado   (Sevilla, 28 de desembre de 1957) és una activista andalusa pels drets trans.

## Biografia
L'octubre de 1977 va ser una de les fundadores a Sevilla del Moviment Homosexual d'Acció Revolucionària (MHAR), associació que el 25 de juny de 1978 va convocar la segona manifestació per la llibertat sexual.
El 2007 va ser una de les fundadores de l'Associació de Transsexuals d'Andalusia (ATA)-Sylvia Rivera i va ser nomenada presidenta per unanimitat. Des de la seva creació és presidenta de la Federació Plataforma Trans.
En 2014 va ser una dels promotores de la Llei Integral de Transsexualitat aprovada per Andalusia. Aquesta llei va ser pionera a Espanya i a Europa. D'una banda, va conduir a la despatologització de les identitats de les persones transgènere; d'altra banda, va reconèixer que els humans poden triar lliurement la seva identitat i expressió de gènere.
El 3 d'octubre de 2018, al costat d'altres setze transsexuals i mares de menors trans es van declarar en vaga de fam i van convocar a Units Podem per a pressionar en la tramitació de la Llei Integral de Transsexualitat d'àmbit estatal com més aviat millor. La vaga de fam va durar 11 hores, fins que Units Podem va tramitar gran part de la llei l'agost de 2019. El desembre d'aquest any, va realitzar la donació de la seva col·lecció privada de documentació sobre la lluita per l'alliberament sexual durant el postfranquisme a l'Arxiu General d'Andalusia.
El 2024, durant les eleccions europees va ser candidata a diputada per al Parlament Europeu, en el novè lloc de les llistes de Podem.
En 2024, va rebre un dels premis Tacón de Huelva, lliurats durant la Gala Drag de Huelva.